# اسپیس‌اکس کرو-۳
اسپیس‌اکس کرو-۳ (انگلیسی: SpaceX Crew-3) سومین پرواز عملیاتی فضاپیمای اسپیس‌اکس دراگن ۲ و چهارمین پرواز مداری خدمه در برنامه تجاری کرو است. این پرواز با موفقیت در ۱۱ نوامبر ۲۰۲۱ در ساعت 02:03:31 UTC به ایستگاه فضایی بین‌المللی پرتاب شد.
پرتاب کرو دراگن اندرانس تعداد کل انسان‌هایی که به فضا رفته‌اند را به بیش از ۶۰۰ نفر رساند، مورر (۶۰۰) و بارون (۶۰۱).